# Операция «Несокрушимая свобода» — Филиппины
Операция «Несокрушимая свобода» — Филиппины (англ. Operation Enduring Freedom — Philippines (OEF-TS)) — это часть американской военной операции «Несокрушимая свобода», официальной целью которой называется борьба с международным терроризмом.
Продолжающийся на протяжении почти сорока последних лет на юге Филиппин кровавый конфликт с мусульманскими и коммунистическими повстанцами уже унес жизни более чем 150 тысяч человек.

## Ход конфликта

### 2001
- 10 октября 2001 — США назвали имена своих новых врагов[3].
- 11 октября 2001 — США направляют на Филиппины военных советников для подготовки войск к борьбе с террористами[4].
- 28 ноября 2001 — Исламисты, удерживающие около 60 человек на юге Филиппин, согласились отпустить заложников[5].
- 5 декабря 2001 — В войне с террором армия США готова дойти до Филиппин[6].
- 14 декабря 2001 — Американский спецназ начал антитеррористическую операцию на Филиппинах[7].

### 2002
- 11 января 2002 — Спецназ США научит филиппинских солдат бороться с террористами[8].
- 14 января 2002 — Американская операция на Филиппинах начинается с военных учений[9].
- 16 января 2002 — Появились первые подтверждения того, что США переносит операцию в другие страны[10].
- 16 января 2002 — США содействуют Филиппинам в борьбе с терроризмом[11].
- 16 января 2002 — Филиппинские генералы боятся своих американских коллег[12].
- 17 января 2002 — Американские подразделения разворачиваются на Филиппинах[13].
- 18 января 2002 — Филиппинцы подозревают США в развертывании второго фронта[14].
- 19 января 2002 — Антитеррор «высадился» на Филиппинах[15].
- 22 января 2002 — B Тихом океане появится «второй Афганистан»[16].
- 29 января 2002 — США продолжает готовиться к антитеррористической операции на Филиппинах[17].
- 31 января 2002 — США начали новую антитеррористическую операцию, на этот раз — на Филиппинах[18].
- 1 февраля 2002 — Самолет ВВС США обстреляли на Филиппинах[19].
- 5 февраля 2002 — Филиппинские экстремисты требуют 2 млн долларов за освобождение двух американцев[20].
- 12 февраля 2002 — Ан-124 доставил снаряжение для спецназа США на юг Филиппин[21].
- 14 февраля 2002 — Через три дня США открывают второй фронт борьбы с терроризмом — на Филиппинах[22].
- 15 февраля 2002 — Военные США высадились на Южных Филиппинах[23].
- 19 февраля 2002 — Казнь филиппинских солдат показали по телевидению[24]. На Филиппинах, где проходит вторая фаза антитеррористической операции, вспыхнули бои[25].
- 21 февраля 2002 — Разведывательные самолеты США выслеживают террористов группировки «Абу-Сайяф»[26].
- 22 февраля 2002 — С упавшего на Филиппинах американского вертолета спасены двое военнослужащих[27]. На Филиппинах взорван вертолет ВВС США[28].
- 1 марта 2002 — Власти Филиппин уверяют, что «Абу-Сайяф» близка к ликвидации[29].
- 4 марта 2002 — Американские учения на Филиппинах вступили в главную фазу[30].
- 6 марта 2002 — Власти Филиппин взяли в заложники жен боевиков «Абу Сайяфа»[31].
- 25 марта 2002 — Террористы «Абу-Сайаф» просят мира, но тщетно[32].
- 8 апреля 2002 — США намерены направить дополнительные войска на Филиппины[33].
- 12 апреля 2002 — США заплатили выкуп в 300000 долларов филиппинским экстремистам[34].
- 21 апреля 2002 — Американские инженерные войска присоединяются к борьбе с терроризмом на Филиппинах[35]. В филиппинском торговом центре произошел сильный взрыв: 14 человек погибли[36].
- 2 мая 2002 — При взрыве гранаты на Филиппинах семь человек погибли, 124 — ранены[37].
- 4 мая 2002 — На Филиппинах арестованы лидеры экстремистской группировки «Абу Сайяф»[38].
- 23 мая 2002 — Полиция Филиппин арестовала одного из главных террористов[39].
- 7 июня 2002 — Американские заложники террористов «Абу-Сайяф» убиты при попытке освобождения[40].
- 8 июня 2002 — США помогут правительству Филиппин уничтожить террористов группировки «Абу-Сайяф»[41].
- 21 июня 2002 — Филиппинские коммандос уничтожили главаря группировки «Абу-Сайяф»[42].
- 27 июня 2002 — Филиппинский министр принесен в жертву американскому спецназу[14].
- 31 июля 2002 — Американские инструкторы уходят с Филиппин[43].
- 7 августа 2002 — США и Филиппины проведут второй этап антитеррористической операции[44].
- 10 августа 2002 — США объявили филиппинских коммунистов террористами[45].
- 22 августа 2002 — Филиппинские террористы убили двух сотрудников фирмы Avon[46].
- 2 октября 2002 — При взрыве на Филиппинах погиб американский солдат и ранено 25 человек[47].
- 17 октября 2002 — В двух терактах на Филиппинах погибли четыре человека[48].
- 18 октября 2002 — Третий теракт на Филиппинах: взорван автобус, погибли три человека[49].
- 20 октября 2002 — У входа в католический храм на юге Филиппин взорвали бомбу[50].
- 14 ноября 2002 — Филиппинские террористы требуют за семерых заложников 300 000 долларов[51].
- 24 декабря 2002 — Террористы взорвали мэра филиппинского города[52].
- 27 декабря 2002 — Филиппинские экстремисты напали на рабочих канадской компании: 12 погибших, 10 раненых[53].

### 2003
- 28 января 2003 — Теракт на Филиппинах. 16 человек ранены из-за ошибки сапера[54].
- 14 февраля 2003 — Филиппинские войска захватили базу «Пентагона» на острове Минданао[55].
- 20 февраля 2003 — Исламские экстремисты расстреляли жителей филиппинской деревни[56].
- 5 марта 2003 — Ответственность за взрыв в филиппинском аэропорту взяла на себя «Абу-Сайяф»[57].
- 3 апреля 2003 — На Филиппинах взорваны три мечети[58].
- 31 мая 2003 — На Филиппинах действует тренировочный лагерь союзников «Аль-Каиды»[59].
- 7 октября 2003 — Арестованный террорист из «Абу Сайяф» захватил оружие и застрелил нескольких полицейских[60].
- 13 октября 2003 — США направили на Филиппины два разведывательных самолета для борьбы с терроризмом[61]. На Филиппинах застрелен международный террорист, сбежавший 3 месяца назад из манильской тюрьмы[62].
- 8 декабря 2003 — На Филиппинах захвачен высокопоставленный боевик «Абу Сайяф»[63].
- 29 декабря 2003 — На Филиппинах схвачены двое командиров «Абу-Сайяф»[64].

### 2004
- 4 января 2004 — Теракт на Филиппинах — погибли 10 человек[65].
- 29 февраля 2004 —"Абу-Сайяф" взяла на себя ответственность за взрыв на филиппинском пароме[66].
- 30 марта 2004 — На Филиппинах предотвратили подобие Мадридского теракта[67].
- 4 мая 2004 — На филиппинском курорте зарезали трех иностранных туристов[68].
- 15 июня 2004 — В войне с маоизмом филиппинские войска несут непомерные потери[69].
- 6 июля 2004 — США обнаружили на Филиппинах нового главного врага[70].
- 24 июля 2004 — У исламских экстремистов Юго-Восточной Азии серьёзные проблемы с деньгами и дисциплиной[71].
- 21 декабря 2004 — На Филиппинах уничтожен лидер «Абу-Сайаф»[72].

### 2005
- 27 января 2005 — Филиппинские войска разбомбили пособников «Аль-Каиды»[73].
- 14 февраля 2005 — Серия взрывов на Филиппинах: 11 убиты, около 100 ранены[74].
- 21 февраля 2005 — США и Филиппины проводят совместные учения[75].
- 14 мая 2005 — На Филиппинах уничтожены 7 боевиков, связанных «Аль-Каидой»[76].
- 28 августа 2005 — На Филиппинах взорвали паром, пострадали 24 человека[77].

### 2006
- 23 июня 2006 — При теракте на Филиппинах, мишенью которого был кортеж губернатора, погибли пять человек[78].
- 1 августа 2006 — Филиппинская армия начала масштабную операцию против исламистов[79].
- 18 сентября 2006 — На Филиппинах задержали одного из главарей террористов «Абу Сайяф»[80].
- 28 декабря 2006 — На Филиппинах найдено тело лидера «Абу Сайяф»[81].

### 2007
- 6 января 2007 — Правительственные войска Филиппин уничтожили семерых боевиков «Абу Сайяф»[82].
- 17 января 2007 — На Филиппинах уничтожен лидер «Абу-Сайяф»[83].
- 18 января 2007 — За гибель эмиссара «Аль-Каиды» США должны $5 млн[84].
- 23 января 2007 — Филиппинская террористическая группировка «Абу-Сайяф», которая считается отделением «Аль-Каиды» на Филиппинах, объявила о смене лидера[85].
- 2 февраля 2007 — Повстанцы-исламисты на Филиппинах устроили побег соратников из тюрьмы[86].
- 16 февраля 2007 — Филиппины активизируют борьбу с «Абу-Сайяф»[87].
- 26 февраля 2007 — Шесть происламских экстремистов уничтожены и десятки ранены в столкновении с армейскими подразделениями на юге Филиппин[88].
- 9 мая 2007 — На Филиппинах прогремел «предвыборный» взрыв. 4 человека убиты и около 30 получили ранения в результате взрыва в городе Такуронг на севере Филиппин[89].
- 3 июня 2007 — Президент Филиппин ратифицировала первый в истории страны закон о борьбе с терроризмом[90].
- 18 августа 2007 — В ходе военной операции на юге Филиппин погибли 45 человек[91].

### 2008
- 7 марта 2008 — Филиппинские повстанцы атаковали золотой рудник[92].
- 18 марта 2008— 15 человек получили ранения при взрыве у президентского дворца в Маниле[93].
- 29 мая 2008 — На филиппинской авиабазе взорвана бомба[94].
- 9 июня 2008 — Террористы в Юго-Восточной Азии заметно ослабели[95].
- 30 августа 2008 — На Филиппинах исламисты атаковали штаб правительственных войск — четверо убитых[96].
- 1 сентября 2008 — На Филиппинах при взрыве автобуса погибли семь человек[97].
- 28 октября 2008 — В ходе перестрелки исламистов с солдатами на юге Филиппин погибли 14 человек[98].
- 8 декабря 2008 — В ходе военной операции на Филиппинах погибли 10 человек[99].
- 8 декабря 2008 — Двадцать четыре военных Филиппин погибли в операции против боевиков[100].

### 2009
- 15 января 2009 — На Филиппинах похищены трое сотрудников Международного Красного Креста[101].
- 16 января 2009 — «Третий фронт» террора возникает в Индонезии и на Филиппинах[102].
- 23 января 2009 — Трое филиппинских террористов приговорены к пожизненному заключению[103].
- 2 февраля 2009 — На Филиппинах сдались 10 боевиков группировки MILF[104].
- 17 марта 2009 — Операция филиппинских военных по освобождению заложников-иностранцев провалилась. Погибли 9 человек[105].
- 31 марта 2009 — На Филиппинах продолжается операция по освобождению заложников из МКК: объявлен режим ЧП[106].
- 3 апреля 2009 — На юге Филиппин взорвалась бомба: двое погибших, обесточены городские районы[107].
- 18 апреля 2009 — Группировка «Абу Сайяф» освободила на Филиппинах швейцарского заложника[108].
- 27 мая 2009 — США объявили вознаграждение в 2,5 млн долларов за информацию о трех филиппинских террористах[109].
- 5 июля 2009 — Взрывное устройство сработало у католического собора в филиппинском городе Котабато. В результате теракта погибли пять человек, 34 человека получили ранения. В организации этого взрыва власти обвинили сепаратистов «Исламского освободительного фронта Моро» (MILF).
- 7 июля 2009 — В результате двух терактов на Филиппинах погибли шесть человек, 47 получили ранения[110].
- 30 июля 2009 — «Аль-Каида» взяла на себя ответственность за теракты 17 июля в Джакарте. Погибло 8 человек[111].
- 13 августа 2009 — В ходе спецоперации на юге Филиппин погибли 45 человек. 23 солдата и 22 боевика[112].
- 16 сентября 2009 — Полиция сообщила об убийстве главного террориста Индонезии[113].
- 23 сентября 2009 — Более 30 мусульманских боевиков убиты в результате масштабной армейской операции на юге Филиппин. Филиппинской армии при поддержке авиации удалось также захватить на острове Йоло крупную базу экстремистов из группировки «Абу-Сайяф»[114].
- 13 ноября 2009 — На Филиппинах маоисты устроили резню на лесопилке: 23 погибших[115].
- 23 ноября 2009 — На Филиппинах боевики похитили и убили 21 человека[116].
- 14 декабря 2009 — На Филиппинах из тюрьмы сбежали более 30 заключенных[117].

### 2010
- 27 февраля 2010 — На филиппинский город напали боевики[118].
- 10 марта 2010 — Президент Индонезии подтвердил ликвидацию лидера «Джемаа Исламии»[119].
- 9 августа 2010 — В Индонезии арестован духовный лидер «Джемаа Исламия»[120].

### 2011
- 11 марта 2011 — Пять человек погибли и не менее трех (по другим данным — восьми) получили ранения в результате взрыва, прогремевшего вечером у здания школы на южном филиппинском острове Холо.

### 2012
- 8 января 2012 — Боевики радикальной группировки исламистов «Абу Сайяф» подорвали мост на юге Филиппин, который используется правительственными войсками и местными жителями.
- 2 февраля 2012 — филиппинские военные ликвидировали трёх лидеров исламских движений. В числе убитых оказался Зулкифли бин Абдул Хир. Всего в ходе филиппинской операции, провести которую помогли американские военные, были убиты 15 террористов- членов связанных с «Аль-Каедой» организаций «Абу-Сайяф» и «Джемаа Исламия».
- 11 марта 2012 — Силы безопасности Филиппин арестовали двух боевиков экстремистской группировки «Абу Сайяф» на юге страны.
- 29 июля 2012 — На Филиппинах арестован один из основателей экстремистской группировки «Абу-Сайяф».

### 2013
- 4 февраля 2013 — более 20 исламистов погибли при столкновениях на юге Филиппин.

### 2014
- 1 мая 2014 — число погибших в стычках армии и боевиков на Филиппинах возросло до 26.
- 13 июля 2014 — на курорте для драйверов в Малайзии произошла перестрелка, погиб полицейский.
- 24 сентября 2014 — филиппинские боевики угрожают казнить двух немцев.
- 3 октября 2014 — Боевики «Абу-Сайяф» назначили дату казни немецкого заложника и требуют Берлин прекратить оказывать содействие США в проведении военной операции против группировки «Исламское государство» и уплатить выкуп в размере 250 миллионов филиппинских песо (около 5,6 миллиона долларов).
- 19 ноября 2014 — филиппинские морпехи захватили 14 предполагаемых членов «Абу-Сайяф». Подозреваемые были задержаны на месте ожесточенных столкновений вблизи Талипао. Тогда погибли пять солдат и девять боевиков.
- 24 ноября 2014 — филиппинские силы безопасности уничтожили главаря «Абу-Сайяф».
- 25 ноября 2014 — филиппинские военные уничтожили пятерых боевиков «Абу-Сайяф».
- 5 декабря 2014 — филиппинские силы безопасности уничтожили трёх боевиков.

### 2015
- 16 февраля 2015 — филиппинские силы безопасности уничтожили двух боевиков-исламистов.
- 25 февраля 2015 — силы безопасности Филиппин уничтожили пять боевиков-исламистов.
- 26 февраля 2015 — число убитых в столкновениях на Филиппинах возросло до 16.
- 22 декабря 2015 — на юге Филиппин уничтожены 5 боевиков.
- 30 декабря 2015 — в ходе столкновений около города Патикул погиб один военнослужащий правительственных войск и шесть других получили ранения.
- 31 декабря 2015 — армия Филиппин уничтожила десять предполагаемых боевиков «Абу-Сайяф».

### Обновленная миссия
Основная статья: Операция Pacific Eagle
После битвы при Марави в 2017 году государственный секретарь Соединенных Штатов обороны Джеймс Маттис объявил новую миссию по борьбе с терроризмом, чтобы помочь в борьбе с филиалами Исламского государства Ирака и Леванта. Австралия также направила свои усилия для оказания помощи вооруженных сил Филиппин. В августе 2018 года 250 американцев были вовлечены в операции на Филиппинах.